# Poskus
Poskus (tudi poizkus in preskus) ali eksperiment je korak v znanstveni metodi, ki dá najprimernejšega med modeli ali domnevami. Uporablja se tudi za potrditev oziroma zavrnitev obstoječe teorije ali nove domneve.
Pri poskusu se v nadzorovanih pogojih preverja veljavnost določenih teorij, domnev. Raziskovalec v eksperimentalno skupino vpelje spremenljivko, katere vpliv želi proučevati in potem opazuje ter meri vplivanje neodvisne spremenljivke glede na ostale. Npr. zdravnik razdeli zdravo skupino ljudi na dve podskupini: poskusno skupino, ki jo sestavljajo kadilci, in nadzorno z nekadilci. Neodvisna spremenljivka je kajenje, ki ga glede domnevnega vpliva za nastanek raka na pljučih loči od ostalih spremenljivk (npr. onesnaženost bivalnega okolja, genetske predispozicije ipd.). Končne ugotovitve (»kajenje povzroča raka na pljučih«) navadno raziskovalec poda v kvantificirani obliki (oštevilčeni, s tabelami oz. grafi), ostali raziskovalci pa jih lahko nato ponovijo in bodisi potrdijo, bodisi zavržejo. Poskus je dosti bolj uveljavljen v naravoslovnih kot v družboslovnih znanostih, kjer je izpostavljen številnim etičnim pomislekom in slabosti, da se ljudje v poskusu pogosto obnašajo v skladu s pričakovanji raziskovalca. 
Prvi, ki je za odgovor na znanstvena vprašanja namesto uporabe dedukcije podpiral uporabo poskusa, je bil angleški filozof in znanstvenik iz 16. stoletja Francis Bacon.